# سکه‌های عرب-ساسانی

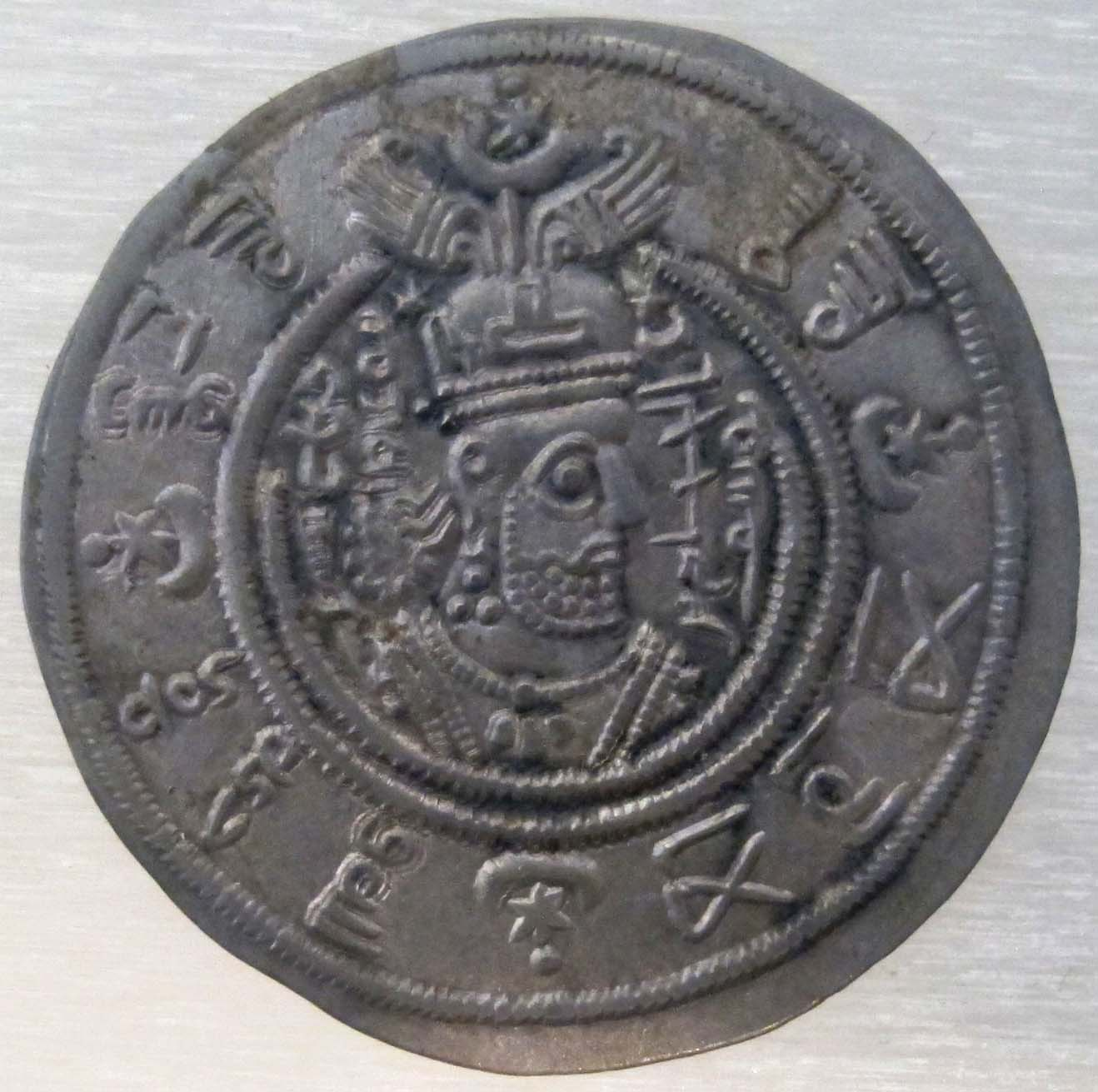
یک درهم عرب ساسانی متأخر ضرب بیشاپور از دوره فرمانداری حجاج بن یوسف. نام فرماندار به خط کوفی روبه‌روی چهره خسرو دوم قرار دارد و دور سکه با متن شهادتین منقوش است.

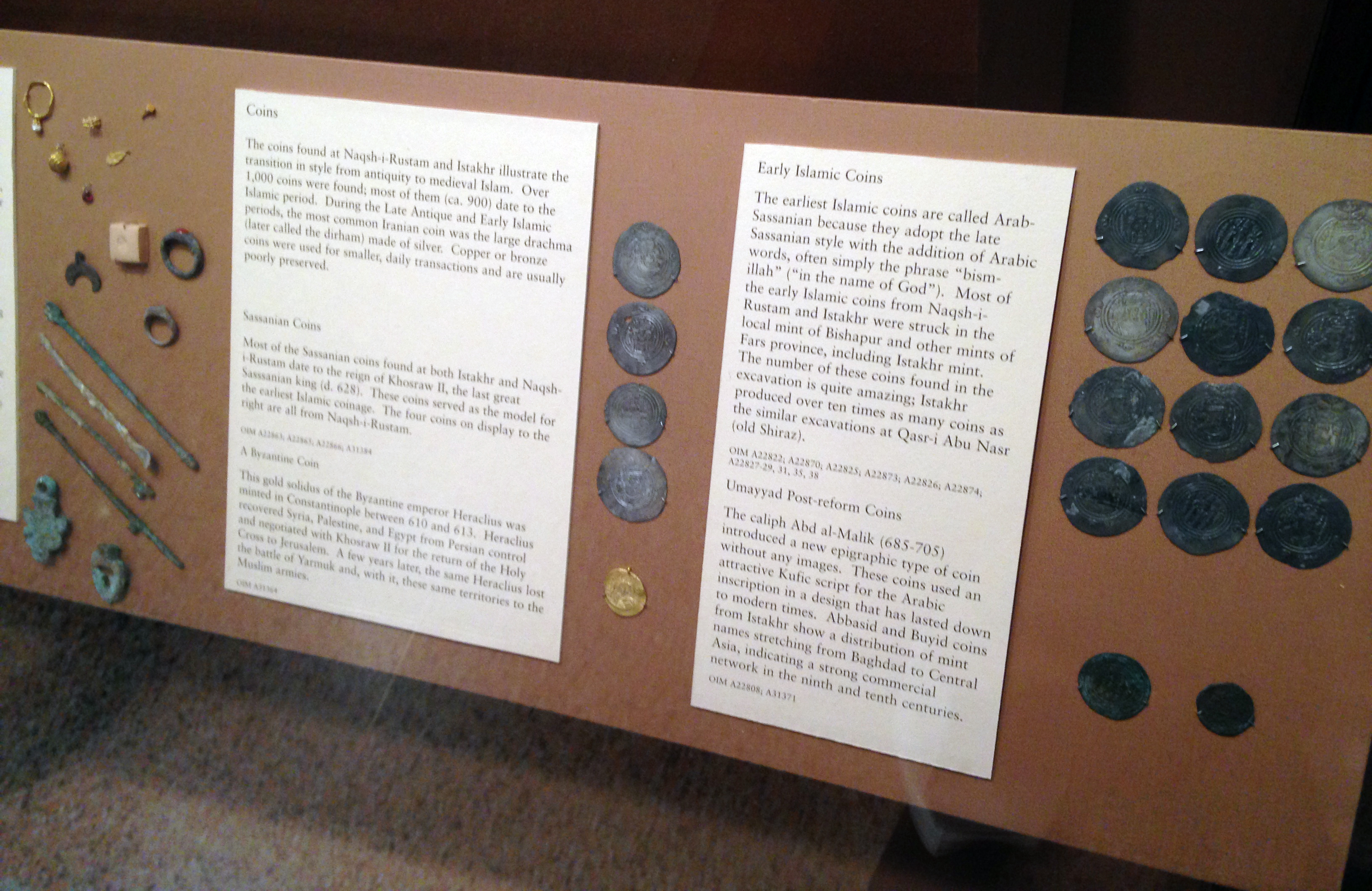
تعدادی از سکه‌های عرب ساسانی که از محوطه باستانی استخر و بیستون کشف و امروزه در مؤسسه خاورشناسی دانشگاه شیکاگو نگهداری می‌شوند.

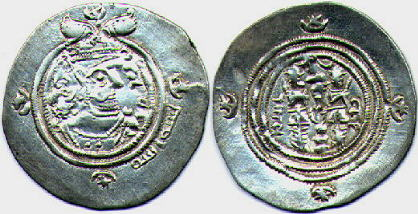
یک سکه عرب ساسانی از دوره عثمان بن عفان که به آن عبارت «بسم الله» اضافه شده‌است.

سکه‌های عرب-ساسانی یا سکه‌های عربی-ساسانی، یک اصطلاح مربوط به سکه‌شناسی است که در ارتباط با سکه‌های مسی و نقره‌ای ضرب‌شده به سبک سکه‌های ساسانی توسط اعراب مسلمان در زمان ورود اسلام به ایران و چند دهه بعد از آن کاربرد دارد. تصاویر روی سکه‌ها بیشتر شامل نقش‌هایی از خسرو دوم، یزدگرد سوم و گاه به ندرت هرمز چهارم می‌شدند.
کاربرد سکه‌های سکه‌های عرب ساسانی در قلمروی سابق شاهنشاهی ساسانی، همزمان بود با کاربرد سکه‌های اصطلاحاً «عرب بیزانسی» در سرزمین‌های سابق امپراتوری بیزانس. برای اخذ الگوی سکه‌های این سرزمین‌ها توسط اعراب مسلمان دلایل متفاوتی ذکر شده‌است. از جمله اینکه به دلیل نیاز به حفظ ثبات اقتصادی، اعراب در ابتدا تمایل چندانی به عوض کردن سکه‌های رایج نداشتند و در ابتدا تنها سعی می‌کردند نوشته‌های عربی را به خط کوفی بر سکه‌ها بیفزایند یا نشان‌های دینی امپراتوری‌های پیشین را از سکه‌ها بزدایند. منطقه پارس (شامل شهرهای بیشاپور، دارابگرد، اصطخر) درکنار آذربایجان ازجمله مهم‌ترین مکان‌های ضرب سکه‌های عرب ساسانی بودند.
تاکنون انبوهی از این گونه سکه‌ها یافت شده‌اند. نخستین بار که از سکه‌های مسی عرب ساسانی نام برده شده در کاتالوگ موزه سلطنتی برلین در سال ۱۸۹۸ میلادی است. در سال ۱۹۲۸ و ۱۹۳۷ نیز شماری از سکه‌های مسی از حفاری در شوش به دست آمد که نخستین مدرک جدی در این زمینه بود. در سال‌های گذشته نیز شماری سکه از روستای دوکوهک شهرستان ارسنجان به دست آمده است.

## پیشینه
نظام پولی در ابتدای خلافت راشدین، همانند نظام دارایی حکومت محمد در مدینه بود. آن هم همان شیوه‌ای بود که در زمان جاهلیت و پیش از اسلام نیز رواج داشت. اعراب در پیش از اسلام از درهم ساسانی و سولیدوس بیزانسی در مبادلات تجاری استفاده می‌کردند که محمد نیز آن را رایج ساخت و ابوبکر هم از آن شیوه پیروی کرد. بعد از آن، عمر هم در ابتدای خلافتش از همین شیوه پیروی کرد. ولی در زمان خلافت عمر، هنگامی که دستگاه خلافت با سرزمین‌های دارای نظام پولی ثابت در شام، ایران و مصر روبه‌رو شد، برای انجام تجارت با این سرزمین‌ها، سکه‌های ویژه خلافت ضرب شد.
عمر بر سکه‌های طلا و نقره رایج آن زمان، نقش‌های رومی و ساسانی را باقی گذاشت، ولی واژه «جائز» را به آن‌ها افزود. در سال ۱۸ قمری برابر با ۶۳۹ میلادی، عمر اولین کسی شناخته شد که ضرب سکه در تاریخ اسلام را رایج کرد. نقش‌های سکه‌های ساخت عمر از نقش‌های سکه‌های ساسانی برداشت شده بود، با این تفاوت که به برخی از این سکه‌ها عبارت «الحمد لله»، برخی «لا اله الا الله» و بر گروهی دیگر نیز نام «عُمر» افزوده بود. عثمان ولی به افزودن عبارت‌های «الله اکبر» و «بسم الله» اکتفا کرد. در زمان خلافت امویان، علاوه بر عبارت‌های پیشین، عبارت «محمد رسول‌الله» نیز بر سکه‌ها افزوده شد. خوارج نیز بر سکه‌های تحت‌نظر خود عبارت «لا حکم الا الله» را افزودند.
اگرچه ساسانیان در زمان فرمانروایی خود علاوه بر سکه‌های نقره و مس، دینار طلا نیز نمودند، ولی اعراب مسلمان سکه‌های طلای رومی را مرغوب‌تر از دینارهای ساسانی می‌دانستند؛ به‌طوری‌که زیبایی و درخشندگی سکه‌های طلای رومی در نزد اعراب ضرب‌المثل شده بود. بااین‌حال برخی نویسندگان دینارهایی با سبک ساسانی را منسوب به دوره خلافت معاویه دانسته‌اند.

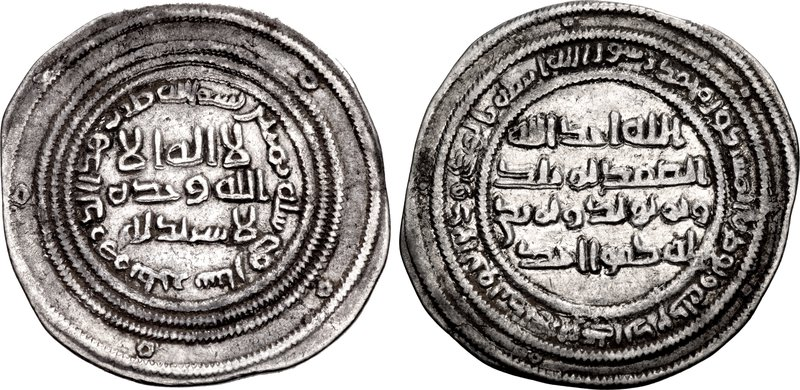
درهمی از دوره عبدالملک بن مروان، بدون نقش و دارای کتیبه‌هایی به عربی.

در سال ۷۹ ق (۶۹۸ م) و در زمان خلافت عبدالملک بن مروان، پس از چند تغییر آزمایشی سرانجام طرح نهایی درهم‌های اسلامی که بدون نقش و تنها همراه کتیبه‌هایی به عربی بودند پذیرفته شد. حجاج بن یوسف در این میان نقش کلیدی در ایجاد و توزیع سکه‌های جدید و تغییر زبان دیوانی شرق خلافت از پهلوی به عربی داشت. ضرب سکه‌های عرب ساسانی تا حدود سال ۸۴ ق (۷۰۳ م) در فارس، کرمان و سیستان ادامه یافت. تاریخ جوان‌ترین سکه عرب ساسانی شناخته شده به حدود سال ۸۵ ق (۷۰۴ م) بازمی‌گردد. اگرچه ممکن است در ضرابخانه‌های واقع در مرزهای شرقی خلافت اسلامی که دسترسی به آن‌ها وجود نداشت، تقلید از مسکوکات عرب ساسانی تا یک سده پس از این تاریخ نیز ادامه یافته باشد.

## ویژگی‌ها
سکه‌های عرب ساسانی متأثر از سنت‌های بازمانده از دوران ساسانی در زمینه‌های واژگان، تصویرنگاری و تداوم کاربرد زبان پهلوی برای نوشتن کتیبه‌ها هستند. بیشتر این سکه‌ها درهم نقره‌اند. برروی آن‌ها به‌طور معمول نقشی از پادشاه ساسانی همراه با یک نوشتهٔ اندرزی و آرایه‌های متنوع است. در سمت راست نگاره، نام خلیفه یا والی عرب به خط پهلوی نوشته شده‌است. در پشت سکه‌ها نیز آتشدان زرتشتی همراه با نگهبانان آتش در کنار آتشدان نقش شده‌اند. در سمت چپ نگهبانان، سال صدور بیان شده و در سمت راست، نام محل ضرب به اختصار آمده‌است. تمامی این مشخصه‌ها با سکه‌های نقره‌ای و مسی ساسانی همانند هستند. تفاوت بارز ولی در اضافه شدن نوشته‌های عربی به سکه‌های گونه عرب ساسانی است. سکه‌های عرب ساسانی تقلیدی نیستند، زیرا مطمئناً توسط همان کسانی که در اواخر دوران ساسانی در ضرابخانه‌ها کار می‌کردند، طراحی و ساخته شدند.